# Sylvia Convey
Sylvia Convey (* 25. April 1948 in Itzehoe) ist eine lettisch-australische Künstlerin der Outsider Art.

## Leben
Sylvia Convey wurde in einem Lager für Flüchtlinge nach dem Zweiten Weltkrieg in Itzehoe nahe Hamburg geboren. Ihre Eltern emigrierten 1950 mit ihr und ihre ältere Schwester an Bord der "Skaugum" nach Australien. Diese Einwanderungswelle nach dem Zweiten Weltkrieg nach Australien hatte tiefgreifende Auswirkungen auf die bis dahin vorherrschende anglokeltische Kultur.
Zunächst kam die Familie im Bonegilla Migrant Camp unter, dann zog sie nach Tumbarumba in den Ausläufern der Australischen Alpen. Dort hatte sie eine glückliche Kindheit. Später zog die Familie nach Melbourne, dort starb ihr Vater bei einem Autounfall. Diesen Verlust versuchte sie mit ihrer kreativen Gabe zu verarbeiten. Als sie 17 Jahre alt war, zog sie Zuhause aus und gründete ein eigenes, erfolgreiches Unternehmen, durch welches sie finanzielle Sicherheit erreichte. Dadurch konnte sie sich zunehmend der Kunst widmen. Sie ist mit dem Künstler Tony Convey verheiratet.

## Werk
Convey besaß seit ihrer Kindheit die Gabe ihre Gefühle, Freude und Leid in poetischen Bildern auszudrücken. Diese Bilder können durch ihre Ausstrahlung verzaubern, aber auch verstören. Convey ist eine Künstlerin der Outsider Art, deren Bilder aus ihrem täglichen und auch aus traumartigen Erlebnissen entstanden. Ihre Bilder beinhalten oft auch eine einnehmende Erotik.
In der National Gallery of Australia befinden sich vier ihrer Werke.

### Ausstellungen
Sylvia Convey hatte 25 Einzelausstellungen und war an mehreren Gruppenausstellungen beteiligt.
- 1986: Coloured Life, Bitumen River Gallery, Canberra
- 1988:  Hair of the Dog, Ben Grady Gallery, Canberra
- 1989:  Secret Joys, Disposals Gallery, Wagga Wagga
- 1989: Secret Realm, Young Artists Gallery, MOCA, Brisbane
- 1996: Spirit Hand, Fibre Design Gallery, Goulburn
- 2000: Doll Dream, Threads Gallery, Canberra
- 2011:  Cattywampus, Gallery Stimuleye, Melbourne
- 2012:  Rummaged, Gallery Stimuleye, Melbourne
- 2013:  Crossing the line, Gallery Stimuleye, Melbourne
- 2014:  Embellish, Gallery Stimuleye, Melbourne Group Exhibitions